# Pidpleșa, Teceu
Pidpleșa (în ucraineană Підплеша) este un sat în comuna Neresnîțea din raionul Teceu, regiunea Transcarpatia, Ucraina.

## Demografie
Componența lingvistică a localității Pidpleșa
     Ucraineană (98,47%)
     Rusă (1,21%)
     Alte limbi (0,32%)
Conform recensământului din 2001, majoritatea populației localității Pidpleșa era vorbitoare de ucraineană (98,47%), existând în minoritate și vorbitori de rusă (1,21%).